# Reedsville (Wisconsin)
Reedsville è un comune degli Stati Uniti d'America, situato in Wisconsin, nella contea di Manitowoc.